# Розлин Санчез
Розлин Милагрос Санчез Родригез (шп. Roselyn Milagros Sánchez Rodríguez; Сан Хуан, 2. април 1973), позната као Розлин Санчез (енгл. Roselyn Sanchez), порториканска је глумица, продуценткиња и сценаристкиња, певачица, текстописац, плесачица и модел.

## Филмографија
| Улоге Розлин Санчез |                     |               |                |          |
| Година              | Српски назив        | Изворни назив | Улога          | Напомена |
| 2002.               | Лудо крстарење      |               |                |          |
| 2007.               | Гас до даске 3      | Rush Hour 3   | Изабела Молина |          |
| 2013—2016.          | Препредене служавке | Devious Maids | Кармен Луна    | серија   |
| 2019.               | Гранд Хотел         | Grand Hotel   | Ђиђи Мендоза   | серија   |